# Hepialus
Hepialus is een geslacht van vlinders uit de familie wortelboorders (Hepialidae). Het geslacht telt in Nederland en België één soort, de hopwortelboorder (Hepialus humuli).

## Soorten die voorheen in dit geslacht waren geplaatst
- Hepialus behrensii (Stretch, 1872) nu Phymatopus behrensii
- Hepialus californicus Boisduval, 1868, nu Phymatopus californicus
- Hepialus gracilis Grote, 1864, nu Korscheltellus gracilis
- Hepialus hecta (Linnaeus, 1758), nu Phymatopus hecta
- Hepialus hectoides Boisduval, 1868, nu Phymatopus hectoides
- Hepialus lupulinus (Linnaeus, 1758), nu Korscheltellus lupulina
- Hepialus montanus (Stretch, 1872) nu Phymatopus behrensii
- Hepialus sequoiolus,  nu Phymatopus californicus sequoiolus
- Hepialus virescens (Doubleday), nu Aenetus virescens